# Triepeolus medusa
Triepeolus medusa är en biart som beskrevs av Cockerell 1917. Triepeolus medusa ingår i släktet Triepeolus och familjen långtungebin. Inga underarter finns listade i Catalogue of Life.